# Speak My Mind
Speak My Mind ist eine Mixtape-Veröffentlichung der US-amerikanischen R&B-Sängerin Beyoncé Knowles. Es enthält unveröffentlichte Lieder und Bonustracks aus ihrem ersten Studioalbum, sowie Lieder, die für Filmsoundtracks aufgenommen wurden.

## Titelliste
Es existieren zwei Versionen des Mixtapes, die Standard-Version mit 16 Liedern und eine ohne die Remix-Version von Wishing on a Star und ohne ein Outro.
Standard-Version
1. Intro – 0:12
2. My First Time (B. Knowles, Pharrell Williams, Chad Hugo) – 4:25
3. Fever (Eddie Cooley, John Davenport, Peggy Lee) – 4:34
4. What’s It Gonna Be (Knowles, LaShaun Owens, Karrim Mack, Corte Ellis, Larry Troutman, Roger Troutman, Kandice Love) – 3:38
5. I Can’t Take No More – 4:46
6. Crazy Feelings (featuring Missy Elliott) – 4:32
7. Me, Myself and I (Grizzly Mix) (featuring Ghostface Killah) (Knowles, Storch, Waller) – 4:37
8. Summertime (featuring P. Diddy) –  3:52
9. Sexy Lil Thug (Co-Ed Remix) (featuring 50 Cent, Lil Boosie & Max Manelli) (Curtis James Jackson III, Andre Romelle Young, Michael Elizondo) – 4:33
10. Work It Out (Radio Edit) (Knowles, Pharrell Williams, Chad Hugo) – 3:22
11. Sexuality – 2:29
12. Wishing on a Star (Neptune’s Remix) (Billie Rae Calvin) – 3:53
13. Keep Giving Your Love to Me –  3:08
14. Check on It (featuring Slim Thug) (B. Knowles, K. Dean, S. Garrett, A. Beyincé, S. Thomas) – 3:32
15. I’m Leaving – 3:02
16. Outro – 0:12

## Hintergrundinformation
- Summertime, ein Duett mit Diddy, war auf der B-Seite zum Hit Crazy in Love enthalten. Eine andere Version nahm Beyoncé mit Ghostface Killah als offiziellen Remix auf. Die Diddy-Version und Fever erschienen auch auf dem Fighting-Temptations-Soundtrack.
- My First Time und Wishing on a Star sind auf der Live at Wembley Audio-CD enthalten.
- Wishing on a Star war auch auf dem Roll-Bounce-Soundtrack enthalten.
- Crazy Feelings erschien ebenfalls auf Missy Elliotts Album Da Real World.
- What’s It Gonna Be ist auf der japanischen Edition zu Dangerously in Love enthalten.
- Sexy Lil' Thug ist eine Coverversion von 50 Cents Hitsingle In da Club.
- Check on It wurde später als Bonus-Track auf B’Day veröffentlicht.
- I’m Leaving ist ein Mixtape produziert von DJ Envy.
- Es existiert noch eine andere Version von Sexuality, mit dem Titel Sexual Healing, ein Duett mit dem Rapper LL Cool J.